# Joc perillós (pel·lícula de 2001)
Joc perillós (títol original en anglès Harvard Man) és una pel·lícula estatunidenco-canadenca de James Toback estrenada el 2001.

## Argument
Cindy Bandolini és una magnífica jove devorada per l'ambició. Potser té el temperament de foc del seu pare mafiós... Consagra una verdadera passió a Alan, capità de l'equip de basquet de Harvard. Vol el seu cos, però també els seus pronòstics que li farien guanyar molts diners! Aprofitant que Alan necessiti ajuda, Cindy associarà plaer i negocis empenyent-lo cap a la il·legalitat...
Descens als inferns per a un estudiant àvid de sensacions noves ! Poder, sexe i enganys es barregen en aquesta sorprenent intriga on Sarah Michelle Gellar (estrella de Buffy the Vampire Slayer) fa de manipuladora sense pairó.

## Repartiment
- Sarah Michelle Gellar: Cindy Bandolino
- Adrian Grenier: Alan Jensen
- Joey Lauren Adams: Chesney Cort
- Eric Stoltz: Teddy Carter
- Rebecca Gayheart: Kelly Morgan
- Gianni Russo: Andrew Bandolino
- Ray Allen: Marcus Blake
- Michael Aparo: Russell
- Scottie Epstein: Mario
- John Neville: Dr. Reese
- Polly Shannon: Juliet
- Phillip Jarrett: entrenador Preston
- Al Franken: ell mateix